# Forteresse de Gibelin
La forteresse de Gibelin, dite aussi BethGibelin, est une forteresse qui date de l'époque des Croisés. Elle se trouve aujourd'hui dans le district de Beer-Sheva.

## Histoire
Après la conquête de la région lors de la Première croisade, Baudouin Ier de Jérusalem attaque pendant l'hiver 1100 les Bédouins qui trouvaient refuge dans les grottes et écumaient la route entre Jérusalem et Jaffa. Il fait boucher les grottes et y mettre le feu.
Vers 1136, Foulques V d'Anjou y fait construire un château afin de défendre Hébron face aux incursions depuis la ville fatimide d'Ashkelon. N'ayant pas les moyens de s'emparer d'Ashkelon, une série de fortifications avaient été décidées pour encercler la ville. Ce plan d'encerclement inclut aussi les forteresses d'Ibelin et de Blanche-Garde.
La forteresse consiste en une tour centrale entourée d'une ligne de murailles avec quatre tours d'angle. La défense est complétées par un fossé. Elle réutilise des parties des murs et des tours nord-ouest de la ville de l'époque byzantine. Dans une deuxième phase de construction, un mur extérieur est ajouté pour défendre une zone plus large, donnant à la forteresse un plan concentrique.

## Sources
- Joshua Prawer, Histoire du royaume latin de Jérusalem, Paris, CNRS, 2001,  (ISBN 978-2-271-06541-4)
- David Nicolle, Crusader castles in the Holy Land 1097-1192, Osprey, 2004,  (ISBN 9781841767154)